# أفرو 558
أفرو 558 (بالإنجليزية: Avro 558)‏ هي طائرة خفيفة ذات سطحين وبمحرك واحد. أنتجت في 1923 ببريطانيا. من صناعة أفرو. كان أول طيران لها في 1923. صنع منها طائرتين فقط.